# Масперо, Гастон
Гастон Камиль Шарль Масперо́ (фр. Gaston Camille Charles Maspero; 23 июня 1846 — 30 июня 1916) — французский египтолог. Командор ордена Почётного легиона (1896).

## Биография

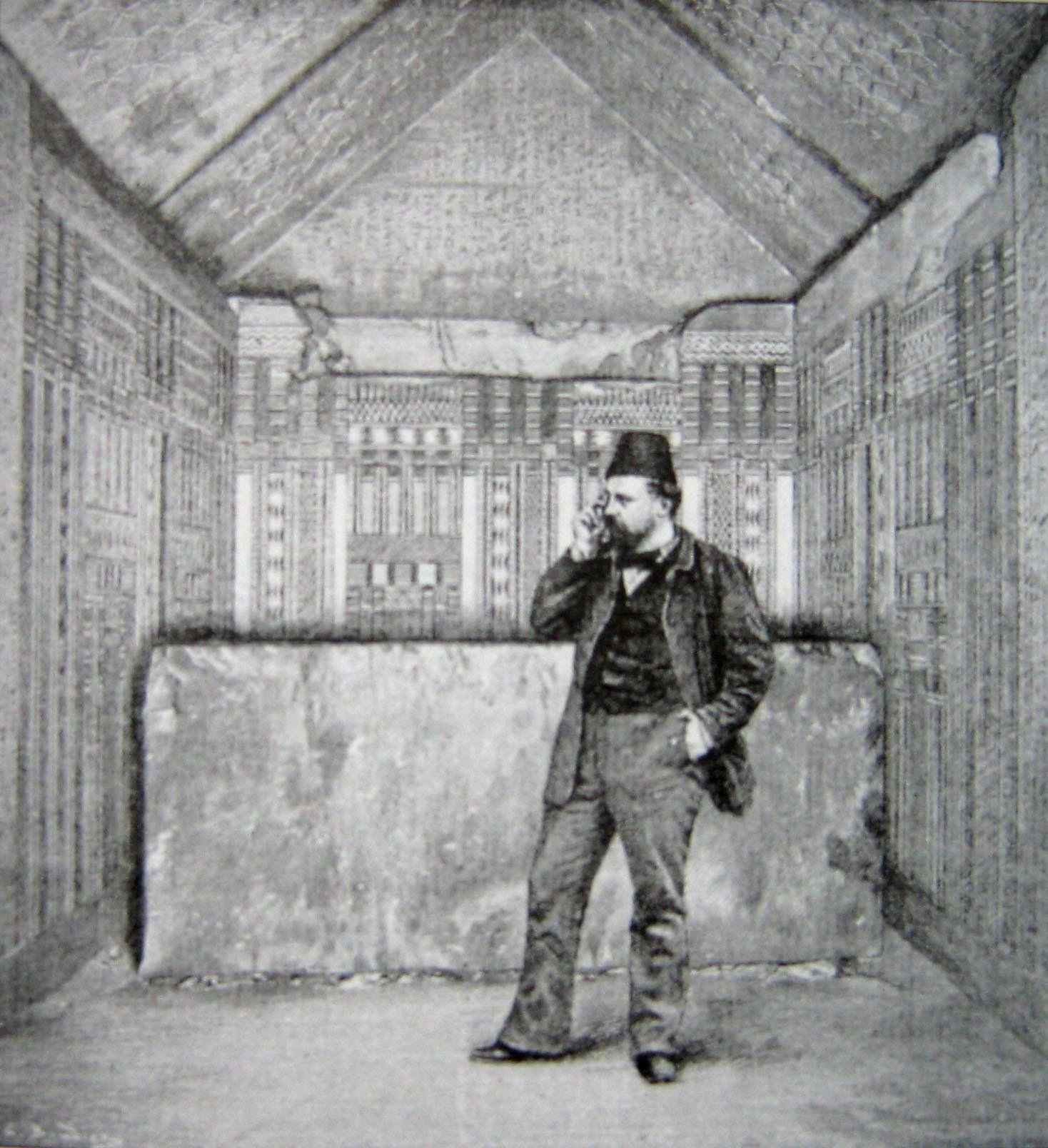
Гастон Масперо в гробнице Униса, 1881 год

Родился в Париже в семье выходцев из Италии. Родители Гастона происходили из Ломбардии и имели еврейские корни. С 14 лет интересовался египтологией. В 1867 году Масперо встретил ведущего египтолога Франции Огюста Мариетта, который предложил ему два относительно сложных иероглифических текста, Масперо перевёл их за две недели. Публикация этих переводов принесла студенту Масперо известность в академических кругах, однако он отправился в Перу сопровождать одного из многочисленных «исследователей», искавших подтверждение связи индейцев с индоевропейцами.
В 1868 году Гастон Масперо вернулся во Францию и в следующем году стал преподавателем египетского языка и археологии в Сорбонне, а в 1874 году возглавил кафедру египтологии имени Франсуа Шампольона в Collège de France.
В ноябре 1880 года он был приглашен на место Мариетта в Египет директором древностей и раскопок. В Каире в 1881 году им был основан французский Институт восточной археологии. Под его руководством в течение последующих 6 лет были произведены археологические раскопки во всех пунктах Египта, обогатившие египтологическую науку рядом новых открытий. В частности, им был обнаружен тайник с царскими мумиями в Дейр эль-Бахри.
Отец известных синологов Анри Масперо и Жоржа Масперо, и папиролога Жана Масперо; дед французского писателя и журналиста Франсуа Масперо.

## Память
Бюст Гастона Масперо установлён в мемориале великих египтологов мира при Египетском музее в Каире.

## Труды
- Масперо Г. Древняя история. Египет, Ассирия. СПб., Л. Ф. Пантелеев, 1892. — VI, [2], 305 стр., илл.
- Масперо Ж.[!] Древняя история народов Востока. — М.: Издание Солдатенкова. Тип. Волчанинова и бывш.  Д.И. Иноземцева, 1895. — VIII, 715 с.
- Масперо Г. Древняя история. Египет, Ассирия. 2-е изд. испр., пер. с фр., СПб., Л. Ф. Пантелеев, 1900. — VI, [2], 311 стр., илл.
- Масперо Г. Древняя история народов Востока. Пер. с VI-го фр. изд. 2-е изд. М., 1903. — VI, 714 стр.
- Масперо Г. Древняя история. Египет, Ассирия. 3-е изд., пер. с фр., М., 1905. — VI, [2], 292 стр., илл.
- Масперо Г. Древняя история народов Востока. Пер. с IV фр. изд., М., тип. Вильде, 1911. — VI, 714 стр.
- Масперо Г. Египет / Авториз. пер. Н. Д. Гальперина. Под ред. А. М. Эфроса. М., «Проблемы эстетики» (М. Марек), [1915]. — [4], 401, II стр., 1 л. фронт. (илл.), 3 отд. л. илл. (Серия «Ars-una species-mille. Всеобщая история искусств»).
- Масперо Г. Во времена Рамзеса и Ассурбанипала / Пер. Е. Григорович. Тт. 1-2, М., М. и С. Сабашниковы, 1916. — 324 стр. [из них 6 стр. объявл.], илл. (т. 1 — Египет); 295 стр. [из них 7 стр. объявл.], илл. (т. 2 — Ассирия)